# Sol Yurick
Solomon Yurick, detto Sol (New York, 18 gennaio 1925 – New York, 5 gennaio 2013), è stato uno scrittore statunitense, noto per aver scritto il romanzo I guerrieri della notte (1965) che ha ispirato l'omonimo film cult del 1979.

## Biografia
Yurick nacque a Manhattan il 18 gennaio 1925, figlio dell'immigrato ebreo russo Sam, un mugnaio, e dell'ebrea lituana Flo. La loro era una famiglia operaia comunista molto attiva all'interno del movimento dei lavoratori newyorkese. Fu proprio una lite tra Solomon e il padre Sam avente ad oggetto il patto Molotov-Ribbentrop tra Stalin e Hitler a spingere il giovane Yurick ad arruolarsi durante la seconda guerra mondiale, dove si formò come tecnico chirurgico dell'esercito.
Alla fine della guerra si laureò in letteratura alla New York University, ottenendo più tardi un lavoro da ispettore presso il dipartimento servizi sociali della città di New York, che mantenne fino ai primi anni '60. Fu qui che familiarizzò con i bambini delle famiglie più povere, alcuni dei quali erano diventati malviventi affiliati a bande di combattimento giovanili. Subito dopo conseguì un master's degree in inglese al Brooklyn College e iniziò a scrivere a tempo pieno. Come studente, Yurick partecipò all'organizzazione di sinistra Students for a Democratic Society e al movimento contro la guerra del Vietnam.
Yurick è morto a Brooklyn per complicazioni di un cancro ai polmoni il 5 gennaio 2013, a meno di due settimane dal suo 88º compleanno.

## Opere
Il primo romanzo di Yurick, I guerrieri della notte (The Warriors), venne pubblicato nel 1965. L'opera costituisce una combinazione dell'Anabasi di Senofonte e un resoconto fittizio delle guerre tra gang a New York City. Ha ispirato l'omonimo film del 1979.
Le sue altre opere includono i seguenti romanzi: Fertig (1966), The Bag (1968), Someone Just Like You (1972), An Island Death (1976), Richard A (1981), Behold Metatron, the Recording Angel (1985) e Confession (1999).

### The King of Malaputa
Nel 1984, Yurick pubblicò The King of Malaputa, un racconto preveggente e immaginativo che esaminava come l'uso di una nazione insulare virtuale, del tutto immaginaria, combinata con una rete di computer avanzati, potesse essere usata per sottrarre un'enorme ricchezza dal sistema bancario globale e portarlo alla rovina. La storia precede di almeno 15 anni il più noto romanzo di Neal Stephenson, Cryptonomicon (1999), e la storia dell'immaginaria nazione insulare di Kinakuta.